# SN 2012hf
SN 2012hf – supernowa typu Ic odkryta i obserwowana od 22 listopada 2012 roku. Znajduje się w galaktyce NGC 3469 w gwiazdozbiorze Pucharu.